# Christina Thalassinidou
Christina Thalassinidou, accreditata anche come Khristina Falasinidi (in greco Χριστίνα Θαλασσινίδου?, in russo Кристина Фаласиниди?; Tbilisi, 31 luglio 1970), è una nuotatrice artistica sovietica naturalizzata greca, che ha preso parte ai Giochi olimpici per quattro edizioni da Seul 1988 a Atene 2004.

## Palmarès
| Anno | Manifestazione  | Sede       | Evento | Risultato | Prestazione |
| ---- | --------------- | ---------- | ------ | --------- | ----------- |
| 1988 | Giochi olimpici | Seul       | Solo   | 7ª        | 180.650     |
| 1989 | Europei         | Bonn       | Solo   | Oro       | 184.560     |
| 1991 | Europei         | Atene      | Solo   | Argento   | 178.800     |
| 1992 | Giochi olimpici | Barcellona | Solo   | 6ª        | 180.244     |
| 1995 | Europei         | Vienna     | Solo   | Bronzo    | 95.360      |
| 2000 | Giochi olimpici | Sydney     | Duo    | 13ª       | 90.363      |
| 2004 | Giochi olimpici | Atene      | Duo    | 9ª        | 92.918      |